# سیارک ۱۱۱۳۶
سیارک ۱۱۱۳۶ (به انگلیسی: 11136 Shirleymarinus، نامگذاری:1996XW12) یازده هزار و صد و سی و ششمین سیارک کشف شده‌است که در ۸ دسامبر ۱۹۹۶ کشف شد.
قدر مطلق سیارک برابر ۱۴٫۱۰ است.